# Донбасская государственная машиностроительная академия
Донба́сская госуда́рственная машинострои́тельная акаде́мия (ДГМА) (укр. Донбаська державна машинобудівна академія) — высшее учебное заведение 4-го уровня аккредитации, находящееся в городе Краматорске, Донецкая область, Украина. Состоит из четырёх факультетов и осуществляет подготовку более чем по 14 направлениям и 20 специальностям технического, управленческого, экономического и обслуживающего профилей.
В состав ДГМА входят Машиностроительный колледж (МК ДГМА) (г. Краматорск) и Дружковский техникум.

## История
2 декабря 1952 года в Краматорске в соответствии с указом Совета министров СССР создавался вечерний филиал Сталинского индустриального института, который начал свою деятельность 1 сентября 1953 года под названием Краматорский вечерний филиал Сталинского ордена Трудового Красного Знамени индустриального института им. М. С. Хрущева. В 1960 году на базе факультета создан Краматорский вечерний индустриальный институт. 1963 — институт реорганизован в Краматорский индустриальный институт (КИИ), который размещается в 2 корпусах довоенной постройки по улице Лазо (ныне 5 корпус).
1965 — построено новое здание по улице Шкадинова (1 корпус). 1966—1978 — строительство «институтского городка», который состоит из 4 учебно-лабораторных корпусов, 3 общежитий, 2 спортзалов, стадиона и столовой. В лесах Северского Донца открыты 2 оздоровительные базы («Промінь» и «Тишина»). 1965 — открыта аспирантура. 1990 — начата подготовка специалистов экономического профиля.
1994 — Краматорский индустриальный институт переименовывается в Донбасскую государственную машиностроительную академию . 1997 — в состав Академии вошли Краматорский Машиностроительный колледж и Дружковский техникум. Сентябрь 2003 — на месте перестроенной столовой открыт 6-й корпус. Сентябрь
2005 — Академия перешла на обучение по Болонскому процессу.

## Факультеты

### Факультет автоматизации машиностроения и информационных технологий
Направления подготовки:
- компьютерные науки;
- автоматизация и компьютерно-интегрированные технологии;
- электромеханика (автоматизация, робототехника, программирование, промышленная электроника.

В состав факультета входят 6 кафедр, из них 4 выпускающие и 2 общеобразовательные:
- компьютерных информационных технологий;
- автоматизации производственных процессов;
- электромеханических систем автоматизации и электропривод;
- интеллектуальных систем принятия решений;
- технической механики;
- информатики и инженерной графики

### Факультет интегрированных технологий и оборудования
Направления подготовки:
- инженерная механика;
- машиностроение;
- металлургия.

В состав факультета входят 7 кафедр, из них 5 выпускающие и 2 общеинженерные:
- «Технологий и оборудования литейного производства»
- «Технологии и оборудования сварочного производства»
- «Технологии машиностроения»
- «Механика пластичного формования»
- «Обработка металлов давлением»
- «Химии и охраны труда»
- «Основы проектирования машин»

### Машиностроительный факультет
Направления подготовки:
- литейное производство;
- инженерная механика;
- сварка.

В составе факультета 3 выпускающие и 2 общеобразовательные кафедры.
Выпускающие:
- Автоматизированных металлургических машин и оборудования
- Подъемно-транспортных машин
- Компьютеризированные мехатронные системы, инструменты и технологии

Общеобразовательные:
- Физики
- Высшей математики

### Факультет экономики и менеджмента
В составе факультета 4 выпускные и 3 общеобразовательные кафедры:
Выпускные:
- менеджмента;
- учёта и аудита;
- финансов;
- экономики предприятия.

Общеобразовательные:
- философии;
- языковой подготовки;
- политология
- физического воспитания.

## Ректоры
- 1952—1954 — Борзый Николай Григорьевич (директор филиала)
- 12 декабря 1955 — 5 октября 1960 — Журченко Николай Трофимович (директор филиала)
- 19 июля 1960 — 30 июня 1962 — Малеев, Георгий Васильевич
- 8 августа 1962 — 21 декабря 1970 — Ежов Григорий Иванович
- 29 января 1971 — 30 августа 1972 — Филиппов Владимир Михайлович
- 2 октября 1972 — 9 апреля 1975 — Чертков Вениамин Кузьмич
- 9 апреля 1975 — 24 декабря 1987 — Соколов Лев Николаевич
- 22 января 1988 — 19 мая 1989 — Турчанин Анатолий Григорьевич
- 1989—2003 — Потапкин Виктор Федорович
- 2003—2015 — Федоринов Владимир Анатольевич
- с 2015 — Ковалев Виктор Дмитриевич